# ورخنکانسیاروو
ورخنکانسیاروو (به لاتین: Verkhnekansiyarovo) یک منطقهٔ مسکونی در روسیه است که در باشقیرستان واقع شده‌است.